# Alysicarpus prainii
Alysicarpus prainii är en ärtväxtart som beskrevs av Anton Karl Schindler. Alysicarpus prainii ingår i släktet Alysicarpus och familjen ärtväxter. Inga underarter finns listade i Catalogue of Life.